# Skiringssal
 (signalé en mai 2025).
Si vous disposez d'ouvrages ou d'articles de référence ou si vous connaissez des sites web de qualité traitant du thème abordé ici, merci de compléter l'article en donnant les références utiles à sa vérifiabilité et en les liant à la section « Notes et références ».
- Archive Wikiwix
- Bing
- Cairn
- DuckDuckGo
- E. Universalis
- Gallica
- Google
- G. Books
- G. News
- G. Scholar
- Persée
- Qwant
- (zh) Baidu
- (ru) Yandex
- (wd) trouver des œuvres sur Wikidata

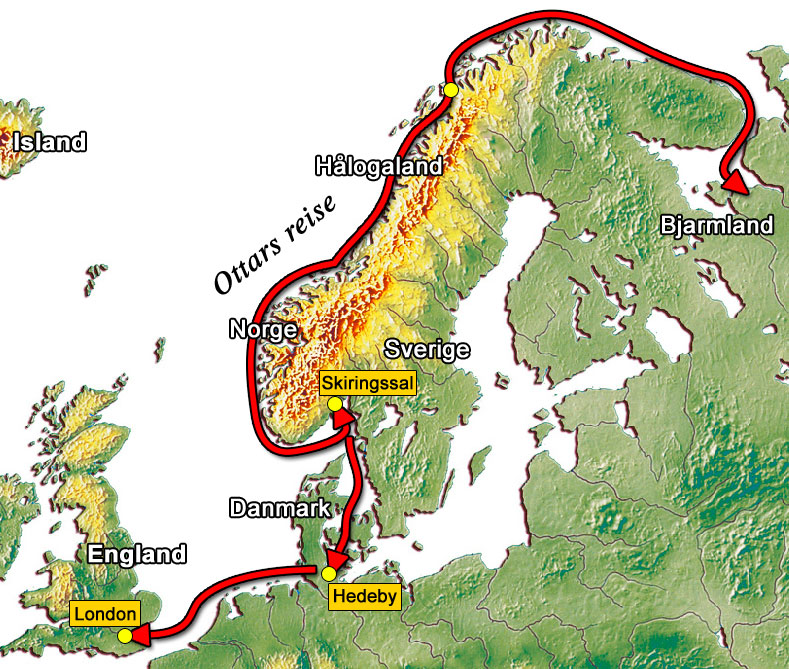
Localisation de Skiringssal et l'expédition maritime viking d'Ottar de Hålogaland.

Skiringssal (en vieux norrois : Skíringssalr, traduction littérale: Le lieu lumineux ou pur) est le nom d'un lieu situé en Norvège entre les municipalités de Larvik et de Sandefjord, dans la région méridionale du comté de Vestfold.
Skiringssal est mentionné dans plusieurs sagas. Skiringssal et le site associé de Kaupang constituent la première proto-ville marchande de Norvège, créé au début du IXe siècle, durant l'âge des Vikings.
C'est à Skiringssal que se tenait les cérémonies du grand sacrifice de Blót.
C'est de Skiringssal, que le marin viking, Ottar de Hålogaland, entreprit vers 890, une expédition maritime vers l'Angleterre et Londres et vers les régions septentrionales de la Russie. 
Des campagnes de fouilles archéologiques furent conduites au début du XXIe siècle par l'université d'Oslo.